# Па-де-труа шеф-повара, официанта и клиента
«Па-де-труа шеф-повара, официанта и клиента» (англ. Pas de Trois of the Chef and the Waiter and the Customer) — иронический рассказ американского фантаста Роберта Шекли. 
Впервые опубликован в 1971 году в журнале «Playboy» под названием «Three Sinners in the Jade Green Moon».
Сюжет построен на параллельном рассказе об одном и том же событии, произошедшем в ресторанчике маленького городка Санта-Эуалалии-дель-Рио (Балеарские острова, рядом с Ивисой), от лица шеф-повара (итальянца) который в своём ресторанчике "на убой" кормил своего постоянного посетителя его любимой индонезийской кухней, официанта ресторана (испанца) и писателя-англичанина.